# Джі-фанк
Джі-Фанк (англ. G-Funk, скор. від gangsta-funk) — це стиль хіп-хопу Західного узбережжя, що виник на початку 1990-х років під сильним впливом фанк-звучання 70-х таких виконавців, як Parliament-Funkadelic.

## Характеристика
Джі-фанк (який використовує фанк зі штучно зміненим темпом) включає багаторівневі і мелодійні синтезатори, повільні гіпнотичні груви, глибокий бас, фоновий жіночий вокал, широке семплювання мелодій P-Funk і провідну частину синтезатора пилкоподібної хвилі високого порту.
Ліричний зміст базується на формації гангста-репу і може торкатися теми наркотиків, любові до міста, сцену якого представляє виконавець та любов до друзів та складатися з розслаблюючих слів. Іноді лірика, як і в хіп-хопі Західного узбережжя взагалі, може містити елементи політичного хіп-хопу, усвідомленого хіп-хопу та хороркору. Також часто може задіятися невиразний «ледачий» або «плавний» спосіб читання репу, щоб прояснити слова і залишатися в ритмічній каденції. Іноді джі-фанк звук запозичується виконавцями з інших напрямів. Наприклад, таке помітно у Geto Boys, що виконують південний хіп-хоп, і у Bone Thugs-n-Harmony, творчість яких пов'язана з мідвест-репом.
На відміну від інших більш ранніх хіп-хоп груп, які також використовували фанк-семпли, такі як EPMD і The Bomb Squad, джі-фанк використовує менше прямих семплів у піснях. Музичний теоретик Адам Кримс описав джі-фанк як «стиль хіп-хопу Західного узбережжя, музичні треки якого мають тенденцію використовувати „живі“ інструменти, важкі баси та клавішні, з мінімальним (а іноді й без) семплюванням та частими умовними гармонічними прогресіями». Dr. Dre, один із засновників джі-фанку, зазвичай використовує живі інструменти для відтворення оригінальних музичних семплів. Це дало йому змогу створити своє власне звучання, а не копії оригінальних композицій.
Джі-фанк набув великої популярності в хіп-хопі в період 1990-х років. Цей стиль зародився в окрузі Лос-Анджелес, але утворився від іншого більш раннього піднапрямку, що виник у районі затоки Сан-Франциско, в середині-кінці 1980-х років, яке називалося як Mobb Music. Першими виконавцями мобу стали такі репери, як E-40 та Too $hort. У цей час Too $hort експериментував із зациклюванням звуків із класичних композицій P-Funk поверх важких басів. На відміну від мобу з Північної Каліфорнії, джі-фанк з Південної Каліфорнії використав більше синтезаторів портаменто та менше «живих» інструментів. Лінива, і дещо протяжна читка Too $hort також дуже вплинула на пізніших реперів джі-фанка, таких як Snoop Dogg.

## Історія стилю та його витоки

### Виникнення стилю
Першими хіп-хоп треками з дещо подібним до цього стилю звучанням є сингли виконавця The D.O.C. «It's Funky Enough» та «The Formula» 1989 року, спродюсовані Dr. Dre. Перший сингл став відносним хітом для жанру, досягнувши 12-го місця у чарті Hot R&B/Hip-Hop Songs. Однак ці сингли все ж таки не відносяться до джі-фанку, оскільки біти в них засновані здебільшого на прямих фанк семплах. Dr. Dre часто розглядається слухачами як творець джи-фанк звуку, але насправді найпершим треком з повноцінним джі-фанк звучанням є «Murder Rap» від гурту Above The Law, який також увійшов до їхнього дебютного альбому Livin 'Like Hustlers 1990 року. Альбом, як і сам сингл, був здебільшого спродюсований учасниками групи, особливо Cold187um та Go Mack, і саме вони є засновниками цього стилю. У 1991 році гуртом N.W.A. також був випущений альбом <i>Niggaz4Life</i>, деякі треки в якому відповідали ранньому джі-фанк звучанню. Альбом посів перше місце у чарті Billboard 200 і друге місце у чарті Top R&B/Hip-Hop albums. У тому ж році дис Ice Cube, який пішов з гурту, до самих N.W.A. «No Vaseline», був виконаний у цьому стилі. Назва джі-фанку була дана продюсером Laylow з Lawhouse Production.

### У мейнстрімі
1992 рік став роком прориву для джі-фанка. Dr. Dre випустив свій дебютний альбом The Chronic, який отримав величезний успіх. У нього увійшли три сингли, які увійшли в топ 40: «Nuthin 'but a' G' Thang», «Fuck Wit Dre Day», який є диссом на Eazy-E, і «Let Me Ride». Він також досяг 3-го місця у чарті Billboard 200 та 1-го місця у чарті Top R&B/Hip-Hop Albums. Альбом був зрештою сертифікований RIAA тричі платиновим у 1993 році за продаж трьох мільйонів копій. Альбом також був обраний Бібліотекою Конгресу для збереження в Національному реєстрі звукозапису як «культурно, історично чи естетично значущий». Хоча джі-фанк з'явився і раніше, вихід The Chronic часто помилково вважають початком існування цього стилю.
У тому ж році було випущено багато успішних пісень та альбомів. Пісні Ice Cube «It Was a Good Day» та «Check Yo Self» увійшли до топ-10, зайнявши 15-те та 20-те місця відповідно. Обидві пісні були сертифіковані як мінімум на золото. «It Was A Good Day» зазвичай займає перше місце в списках кращих композицій у стилі, вважаючись «одним з кращих джі-фанк треків, будь-коли створених». У 1993 році Snoop Dogg випустив свій дебютний альбом Doggystyle, який дебютував під номером 1 у Billboard 200 і містив хіти «Gin and Juice» та «What's My Name?». Обидві пісні досягли 8-го місця в Billboard Hot 100. Альбом був сертифікований чотириразово платиновим, і обидва сингли були сертифіковані золотими. Eazy-E випустив джі-фанк альбом It's On (Dr. Dre) 187um Killa, який посів 5-те місце в Billboard 200 і містив хіт «Real Muthaphuckkin G's», що досяг 42-го місця в чарті, який був зроблений як відповідь на дис Dr. Dre «Fuck Wit Dre Day».
Популярність джі-фанку зросла ще більше в 1994 році, особливо через пісню Warren G «Regulate» яка була включена в саундтрек до фільму «Над кільцем». Сінгл увійшов до топ-10 та посів 2-ге місце. Його альбом Regulate…G Funk Era, який також містив цю пісню і ще один хіт «This D.J.», потрапив у десятку кращих альбомів 1994 року і посів 2-ге місце в Billboard 200. Популярний репер MC Hammer змінив у своїй музиці танцювальний стиль на гангстерський і вибрав і звучання джі-фанка у своєму альбомі The Funky Headhunter, який містив сингл «Pumps and a Bump», що досяг 26-го місця у чартах. Джі-фанк гурт Thug Life за участю 2Pac випустив свій перший і єдиний альбом Thug Life: Volume 1. Він досяг 42-го місця в Billboard 200. В альбомі був один хіт-сингл «Cradle to the Grave». Він потрапив у чарти Hot R&B/Hip-Hop Songs і Hot Rap Songs, зайнявши в них 91-ше та 25-те місця відповідно.
У 1995 році 2Pac випустив альбом Me Against the World. Альбом досяг першого місця в Billboard 200 і був сертифікований двічі платиновим. Пізніше того ж року він випустив пісню, що стала класикою джі-фанка — «California Love». Вона була на стороні А в синглу «How Do U Want It». Пісня посіла 1-ше місце у Billboard Hot 100. У 1994 році Coolio випустив свій дебютний альбом It Takes a Thief. У нього увійшов хіт «Fantastic Voyage», що потрапив на десяту сходинку в чартах.
У 1996 році тріо Westside Connection, що складається з Ice Cube, WC і Mack 10, випустило альбом Bow Down, який був сертифікований RIAA як платиновий у 1997 році. 2Pac випустив легендарний альбом All Eyez on Me, звук у якому був описаний критиками як «пишний джі-фанк» і має «комерційний джі-фанк-блиск».
Warren G в 1997 році випустив свій другий альбом Take a Look Over Your Shoulder, який посів 11-те місце в Billboard 200. У ньому було два сингли: кавер на I Shot the Sheriff, що зайняв 40-й рядок у чарті, і «Smokin' Me Out».
Іншими реперами, що відзначилися в стилі джі-фанк, є XL Middleton, Bone Thugs-n-Harmony, Kurupt, Daz Dillinger, Tha Dogg Pound, Nate Dogg, Mac Dre, Spice 1, South Central Cartel, Havoc &' Prede, BG Knocc Out & Dresta, Rappin '4-Tay та багато інших.

## Сучасний джи-фанк, вплив стилю
У наші дні в хіп-хопі Західного узбережжя джі-фанк, як і споріднений з ним хайфі, є андеграунд піднапрямком. Серед сучасних альбомів, що містять треки в цьому стилі, виділяються, наприклад, To Pimp A Butterfly Кендріка Ламара, Still Brazy від YG, Blank Face LP і CrasH Talk від ScHoolboy Q, Victory Lap від Nipsey Hussle, Hell Can Wait і Big Fish Theory від Вінса Стейплса. У ранньому альбомі Кендріка Ламара Good Kid, M.A.A.D City є елементи цього звучання. Також варто відзначити таких виконавців, як G Perico та Buddy. Джі-фанк також, що, можливо, дивно, справив певний вплив на розвиток сучасного християнського хіп-хопу та госпел-репу. Наприклад, альбоми християнських груп Gospel Gangstaz, God's Original Gangstas і The CMC's, які мали відносно великий успіх, містять джі-фанк звучання.
Незважаючи на те, що жанр з'явився в США, друге дихання він придбав у Японії, де джі-фанк користується великою популярністю в середовищі хіп-хоп. Серед японських артистів виділяються DS455, DJ Go та TWO-J.